# Bob Jackson (cầu thủ bóng đá, sinh năm 1934)
Robert Jackson (sinh ngày 5 tháng 6 năm 1934) là một cựu cầu thủ bóng đá chuyên nghiệp người Anh thi đấu ở vị trí hậu vệ phải.

## Sự nghiệp
Sinh ra ở Middleton, Jackson từng thi đấu cho Oldham Athletic, Lincoln City và Wisbech Town.